# Trichostetha fuscorubra
Trichostetha fuscorubra är en skalbaggsart som beskrevs av Voet 1779. Trichostetha fuscorubra ingår i släktet Trichostetha och familjen Cetoniidae. Inga underarter finns listade i Catalogue of Life.